# Strona (Putnowice Wielkie)
Strona – część wsi Putnowice Wielkie w Polsce położona w województwie lubelskim, w powiecie chełmskim, w gminie Wojsławice.
W latach 1975–1998 Strona administracyjnie należała do województwa chełmskiego.